# Babynino (stacja kolejowa)
Babynino (ros. Бабынино) – stacja kolejowa w miejscowości Babynino, w rejonie babynińskim, w obwodzie kałuskim, w Rosji. Położona jest na linii Moskwa – Briańsk – Kijów.

## Historia
Stacja powstała w czasach carskich pomiędzy stacjami Worotynsk i Kudrinskaja.